# Dispersion australe

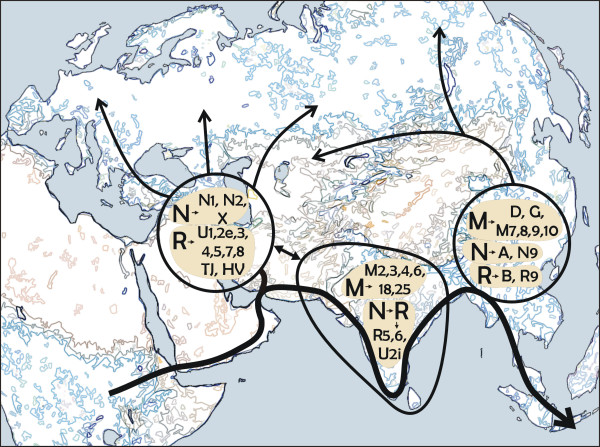
Représentation du modèle de migration côtière, avec indication du développement ultérieur de trois haplogroupes mitochondriaux à partir de trois populations centrées respectivement sur le Proche-Orient, l'Inde et l'Asie orientale.

Dans le contexte de la théorie de l'origine africaine de l'homme moderne, le scénario de la dispersion australe fait référence aux premières  migrations humaines le long des côtes méridionales de l'Asie, qui partent de la péninsule Arabique, traversent le plateau Iranien et l'Inde et arrivent jusqu'au sud-est asiatique (Sundaland) et en Océanie.

## Contexte
La théorie de la route côtière est d'abord utilisée pour décrire le peuplement initial de la péninsule Arabique, de l'Inde, du Sud-Est asiatique, de la Nouvelle-Guinée, de l'Australie, de l'Océanie proche, des côtes de la Chine et du Japon aux environs de 70 à 60 000 ans avant nos jours. « L'expansion des humains modernes en dehors de l'Afrique, en suivant une route côtière en Asie du Sud-Est, a d'abord été contrariée par une série d'importants et abrupts changements climatiques. Une période de climat et de niveau des mers relativement stable entre 45 et 40 000 ans BP permet de soutenir une expansion côtière rapide des humains modernes dans une grande partie de l'Asie du Sud-Est, leur permettant d'atteindre les côtes du nord-est de la Russie et le Japon vers 38-37 000 ans BP, ».

## Études génétiques
Le scénario est appuyé par des études sur la présence et  la diffusion des haplogroupes M et N du génome mitochondrial, ainsi que sur la distribution des haplogroupes C et D du chromosome Y dans ces régions. 
« Les variations de l'ADN mitochondrial dans les populations reliques isolées en Asie du Sud-Est appuient le point de vue selon lequel il n'y eut qu'une seule migration depuis l'Afrique, probablement selon une route côtière australe, à travers l'Inde et à l'intérieur de l'Asie du Sud-Est et de l'Australasie. Il y a eu une ramification précoce, menant finalement à la colonisation du Proche-Orient et de l'Europe, mais la principale dispersion, de l'Inde vers l'Australie, il y a 65 000 ans, a été rapide, ne prenant vraisemblablement que quelques milliers d'années,. »
« L'haplogroupe D a peut-être accompagné un autre groupe, le clan côtier (haplogroupe C), à l'occasion de la première vague majeure de migration en dehors de l'Afrique, il y a environ 50 000 ans. Profitant pleinement des ressources littorales, ces explorateurs intrépides ont suivi le littoral de l'Afrique à travers le sud de la péninsule Arabique, l'Inde, le Sri-Lanka et l'Asie du Sud-Est. Éventuellement, il est possible qu'ils aient fait le voyage plus tard, en suivant les traces du clan côtier,. »
La théorie expose que les premiers Homo sapiens, dont certains porteurs de l'haplogroupe mitochondrial L3, probablement semblables aux populations Australoïdes d'aujourd'hui (et donc appelés Proto-Australoïdes), sont arrivés dans la péninsule Arabique il y a environ 70 000 ans, traversant depuis l'Afrique de l'Est via le détroit de Bab-el-Mandeb. On estime, sur une population de 2 000 à 5 000 personnes en Afrique, que seul un petit groupe, probablement composé de 150 à 1 000 personnes, a traversé la mer Rouge,. Le groupe aurait voyagé le long de la route côtière autour de l'Arabie et de la Perse vers l'Inde, relativement rapidement, en quelques milliers d'années seulement. Depuis l'Inde, ses membres se seraient répandus en Asie du Sud-Est (« Sundaland ») et en Océanie (« Sahul »).
« La population du Sud-Est asiatique d'avant 6 000 ans était largement composée de groupes de chasseurs-cueilleurs très semblables aux actuels Négritos […] Ainsi, le chromosome Y et l'ADN mitochrondial donnent une image claire d'un saut côtier depuis l'Afrique jusqu'au Sud-Est asiatique puis à l'intérieur de l'Australie […] L'ADN nous donne un aperçu du voyage, qui a  presque certainement suivi une route côtière via l'Inde,. »

## Recul de la datation
Plus récemment, au début des années 2000, de nouvelles découvertes laissent penser que la route côtière aurait été empruntée dès 100 000 ans BP, quoique « La véritable expansion des hommes modernes commence autour de 60 000 BP et s’opère assez rapidement, à la fois vers le nord et vers l’est. Témoin de cette rapide expansion, la présence d’hommes modernes en Extrême-Orient autour de 60 000 BP. »